# Farmacia Knoblauch din Oravița
Farmacia Knoblauch este un muzeu județean din Oravița, amplasat în Str. 1 Decembrie 1918 nr. 17. În clădirea actualei expoziții permanente a funcționat o veche farmacie (prima farmacie montanistică din țară), care a aparținut familiei de farmaciști Knoblauch începând din 1796. Farmacia „La Vulturul Negru” a păstrat mobilier, instrumentar farmaceutic de la sfârșitul sec. al XVII-lea (1682) și până la anii 1950, arhiva documentară și biblioteca de carte veche "Francisc Klima – Ionel Bota". Expoziția este organizată în două săli, iar în cea de a treia sală se află biblioteca cu cărți rare și vechi din domeniul farmaceuticii. Sunt expuse: recipiente, piese și aparate pentru prepararea unor medicamente, mobilier din secolele XVIII – XX.
Clădirea muzeului este declarată monument istoric, având codul CS-II-m-B-11140. 